# استیو کارتر (بازیکن فوتبال، زاده ۱۹۷۲)
استیو کارتر (انگلیسی: Steve Carter؛ زادهٔ ۱۳ آوریل ۱۹۷۲) بازیکن فوتبال اهل بریتانیا است.
از باشگاه‌هایی که در آن بازی کرده‌است می‌توان به باشگاه فوتبال منچستر یونایتد و باشگاه فوتبال بیشاپ اوکلند اشاره کرد.